# Amphigena
- Commons
- Wikispecies

Amphigena Rolfe  é um género botânico pertencente à família das orquídeas (Orchidaceae).

## Sinonímia
- Disa P. J. Bergius

## Espécies
- Amphigena leptostachya
- Amphigena tenuis